# Inge Laabs
Inge Söhndel, coniugata Laabs (20 novembre 1945), è un'ex cestista tedesca.
È stata la moglie di Dietrich Laabs.

## Carriera
Con la Germania Est ha disputato tre edizioni dei Campionati europei (1958, 1964, 1972).